# اثر قربانی قابل شناسایی
اثر قربانی قابل شناسایی (به انگلیسی: Identifiable victim effect) به تمایل افراد برای کمک و دلسوزی بیشتر در صورت مشاهدهٔ یک فرد مشخص و قابل شناسایی در شرایط سخت، در مقایسه با یک گروه بزرگ و مبهم در همان شرایط اشاره دارد. به عبارت دیگر احساس همدردی و تمایل به کمک به یک شخص مشخص که در شرایط سختی قرار دارد در مقایسه با یک گروه بزرگ با افراد نامشخص بیشتر است. یک مثال معروف از این اثر در نقل قولی از ژوزف استالین رهبر و دیکتاتور سابق شوروی بیان شده‌است: «مرگ یک انسان یک تراژدی است و مرگ میلیون‌ها انسان سرشماری».
این اثر باعث می‌شود که مردم در صورتی که داستان یک کودک گرسنه به نام «جیمی» را بشنوند و تصویری از او را ببینند بیشتر متأثر شده و آماده کمک باشند تا اینکه صرفاً خبر گرسنگی هزاران کودک را در یک کشور.
این اثر نشان می‌دهد که سیستم اخلاقی انسان‌ها بیشتر تابع احساسات است تا تفکر منطقی. آمار قحطی، گرسنگی، بیماری و مرگ کمتر ما را تحت تأثیر قرار می‌دهد تا تصویری از یک قربانی.